# 亀岡駅

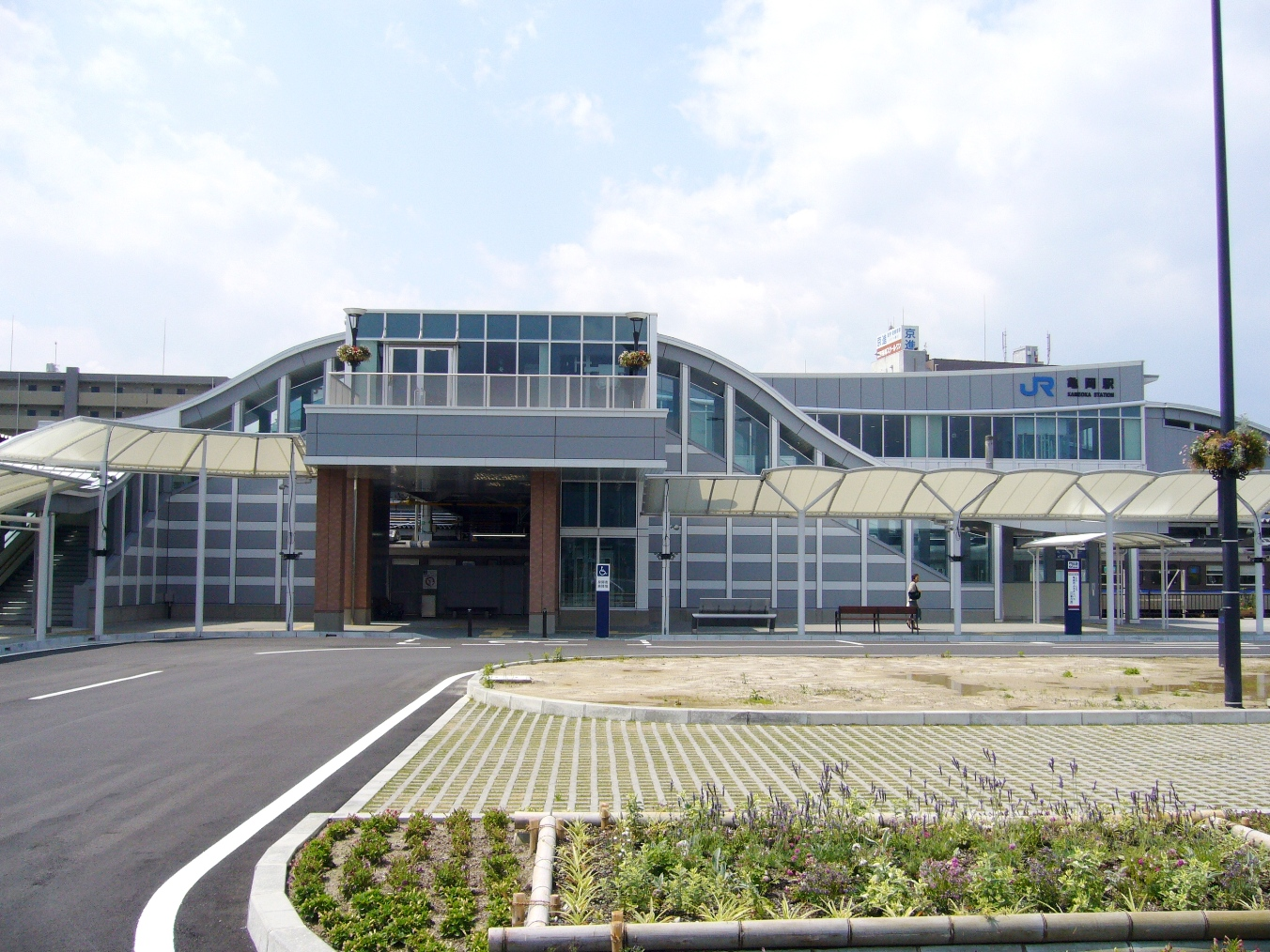
北口（2008年）

亀岡駅（かめおかえき）は、京都府亀岡市追分町谷筋にある、西日本旅客鉄道（JR西日本）山陰本線の駅。駅番号はJR-E11。「嵯峨野線」の愛称区間に含まれている。
嵯峨野観光鉄道嵯峨野観光線のトロッコ亀岡駅とは約3km離れており、乗り換え駅ではない。同駅へは東隣の馬堀駅が近い。

## 歴史
- 1899年（明治32年）8月15日：京都鉄道の嵯峨駅（現在の嵯峨嵐山駅） - 園部駅間延長により開業[3][4][8]。旅客・貨物の取り扱いを開始[3]。
- 1907年（明治40年）8月1日：京都鉄道が国有化され[8]、官営鉄道の駅になる[3]。
- 1909年（明治42年）10月12日：線路名称制定。京都線の所属となる[8]。
- 1912年（明治45年）3月1日：線路名称改定。京都線が山陰本線に編入され、当駅もその所属となる[8]。
- 1951年（昭和26年）11月14日：昭和天皇のお召し列車が停車。駅前奉迎が行われた（昭和天皇の戦後巡幸）[9]。
- 1972年（昭和47年）9月13日：台風20号により駅が浸水、線路が水没[10]。
- 1980年（昭和55年）9月30日：貨物の取り扱いを廃止[3]。
- 1985年（昭和60年）3月14日：荷物扱い廃止[3]。
- 1987年（昭和62年）4月1日：国鉄分割民営化により、西日本旅客鉄道の駅となる[3][8]。
- 1988年（昭和63年）3月13日：路線愛称の制定により、「嵯峨野線」の愛称を使用開始[8]。
- 1998年（平成10年）9月22日：自動改札機を設置し、供用開始[11]。
- 2003年（平成15年）11月1日：ICカード「ICOCA」の利用が可能となる。
- 2008年（平成20年）
  - 4月12日：橋上駅舎が完成し、供用開始[12]。
  - 12月14日：馬堀駅から当駅までが複線化[8][13]。
- 2009年[8]（平成21年）11月1日：当駅から並河駅まで複線化。交換設備が廃止。
- 2013年（平成25年）9月16日：台風18号により駅が浸水[14]。
- 2018年（平成30年）3月17日：駅ナンバリングが導入され、使用を開始。

## 駅構造
島式ホーム2面4線を有する地上駅で橋上駅である。駅長が配置された直営駅であり、管理駅として嵯峨野線区間である丹波口駅 - 園部駅間の各駅を管轄している。ICOCA利用可能駅（相互利用可能ICカードはICOCAの項を参照）。

### のりば
| のりば | 路線     | 方向 | 行先             | 備考          |
| ------ | -------- | ---- | ---------------- | ------------- |
| 1・2   | 嵯峨野線 | 上り | 京都方面         | 一部4番のりば |
| 3・4   | 嵯峨野線 | 下り | 園部・福知山方面 |               |

※上表の路線名は旅客案内上の名称（愛称）で表記している。1番のりばが上り本線、2番のりばが中線、3番のりばが下り本線、4番のりばが下り副本線であるが、2・4番のりばは両方向の発車に対応している。
付記事項
- 当駅始発の京都方面行き列車は大半が2番のりばから発車するが、一部は4番のりばから発車する列車もある。また、特急列車を待ち合わせる場合は、上りは2番のりば、下りは4番のりばを使用する。
- 普通列車は当駅で半数ほどが折り返す。[1]、2022年3月の改正では昼間はすべての普通列車が当駅で折り返し、園部方面は快速のみとなる[7]。
- 通常は駅本屋側から順番に乗り場の番号が割り振られるが、当駅は旧駅本屋側（南側）から逆順である（ほかの嵯峨野線の駅でもこのような形が多い）。
- 新駅舎完成後しばらくは2番のりばが使用停止のままとなっていたが、2008年12月14日の馬堀駅 - 当駅間の複線化工事の完成と同時に使用が再開された。

### 駅舎
戦中（1943年）に建てられた駅舎が2006年2月まであったが、橋上駅化工事のため取り壊された。駅舎改築工事中は京都側に仮駅舎・仮跨線橋を設置して対応していたが、2008年4月に新しい橋上駅舎および南北自由通路の使用を開始した。改札口は橋上駅舎内に1か所、南北自由通路に面してある。橋上駅舎と2面4線のホーム、南北自由通路と駅前広場はエレベーター・上りエスカレーター・2つの階段でそれぞれ連絡している。南口の地上正面に待合室がある。トイレは改札内のコンコース南側と、待合室横にあってそれぞれ男女別・車椅子対応の水洗式である。また、橋上駅舎の完成に伴い、駅北側にも駅前広場が整備された。南北自由通路には公募により「のどかめロード（「のどか」と「亀岡」の合成造語）」の愛称が付けられている。南北自由通路の北の突き当りのドアを屋外に出たところには展望台（のどかめロード展望デッキ）が設けられている。改札のすぐ外側には現亀岡市域出身の石田梅岩の座像が置かれている。また、駅構内（改札外）では亀岡市の平和の歌「うつくしもの」（歌：奥井亜紀）や亀岡市の観光マスコット・キャラクターである明智かめまるのテーマソング「かめまる体操∞アッハッハ」（歌：大奈）が定期的に流されている。また、亀岡祭が催される10月になると山鉾の囃子のメロディが流れる。

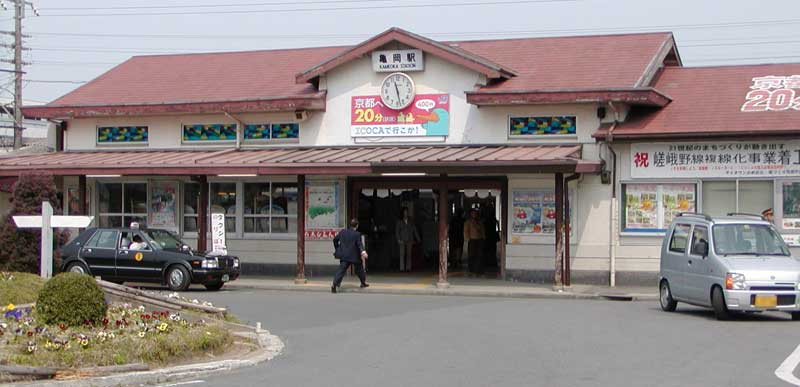
旧駅舎（2005年）
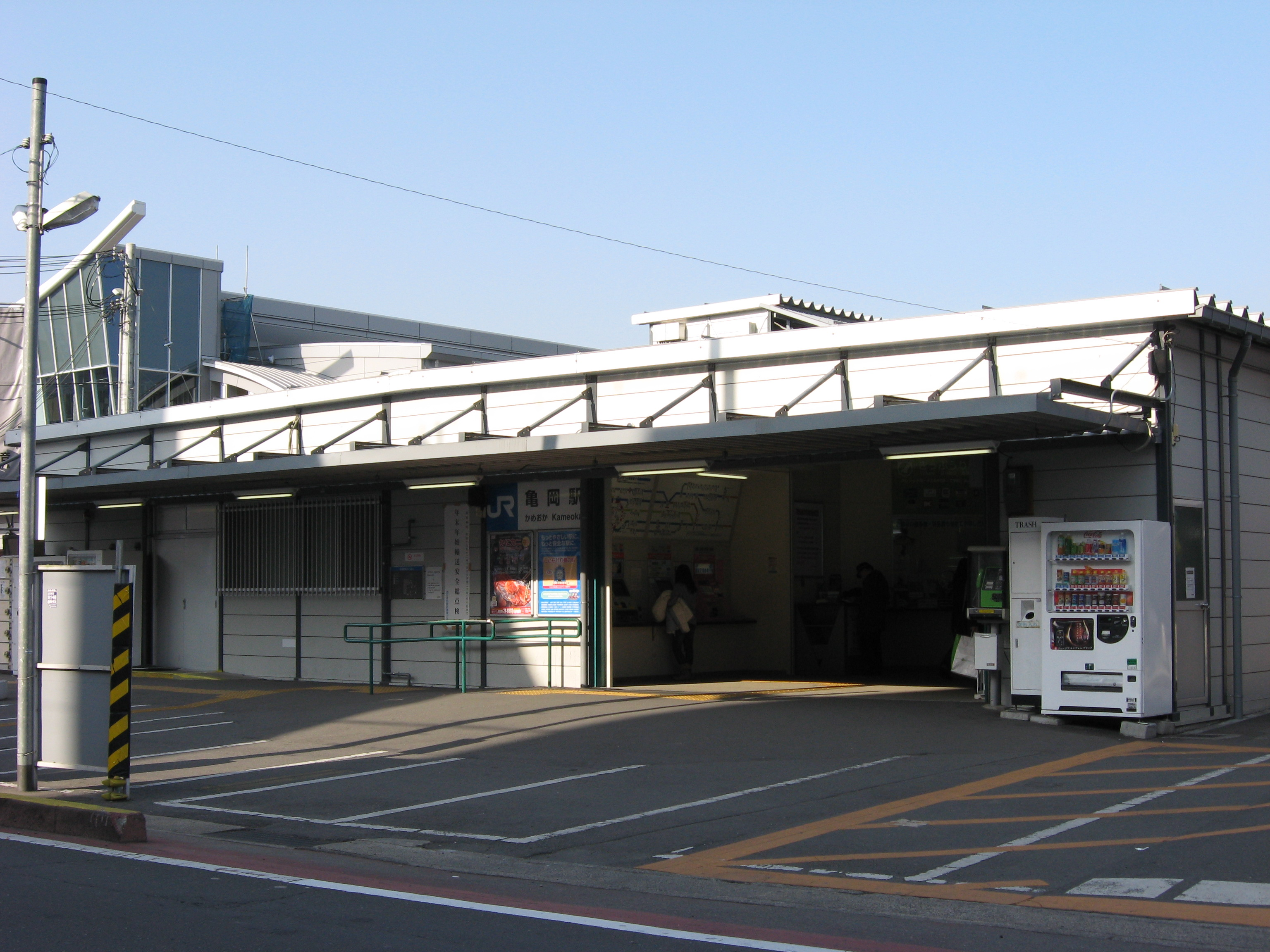
2008年4月までの仮駅舎（2008年1月）

## 利用状況
2023年（令和5年）度の1日当たりの利用者数は16,714人である。1日平均乗車人員は次のとおり。
| 年度   | 1日平均 乗車人員 |
| ------ | ---------------- |
| 1999年 | 9,682            |
| 2000年 | 9,622            |
| 2001年 | 9,825            |
| 2002年 | 9,764            |
| 2003年 | 9,819            |
| 2004年 | 9,860            |
| 2005年 | 9,964            |
| 2006年 | 9,877            |
| 2007年 | 9,644            |
| 2008年 | 9,567            |
| 2009年 | 9,356            |
| 2010年 | 9,463            |
| 2011年 | 9,388            |
| 2012年 | 9,449            |
| 2013年 | 9,468            |
| 2014年 | 9,195            |
| 2015年 | 9,128            |
| 2016年 | 9,038            |
| 2017年 | 8,929            |
| 2018年 | 8,852            |
| 2019年 | 8,749            |
| 2020年 | 6,739            |
| 2021年 | 7,164            |
| 2022年 | 7,945            |

## 駅周辺
- 亀岡郵便局
- 亀岡市役所
- 亀岡市立図書館
- 亀岡市文化資料館
- 京都府立亀岡高等学校
- 亀岡市立亀岡中学校
- 亀岡市立亀岡小学校
- 亀岡市立城西小学校
- クニッテルフェルト通り
- サンガスタジアム by KYOCERA
- 保津川下り乗船所[4]
- 丹波亀山城址
- 楽々荘
- 国道9号
- 京都府道25号亀岡園部線
- 京都府道403号亀岡停車場線
- 京都府道404号亀岡停車場追分線

## バス路線
- 「JR亀岡駅南口」バス停
  - 京阪京都交通
    - 1系統・1A系統・2系統：桂駅東口・京都駅前 / 京都成章高校前 / 保津川下り乗船場
    - 3系統：ガレリアかめおか・JR千代川駅・JR園部駅西口
    - 5系統：ガレリアかめおか・JR千代川駅
    - 30系統・32系統：南つつじヶ丘循環
    - 31系統：鍬山神社
    - 34系統：穴太寺前・穴川 / JR馬堀駅
    - 36系統：JR馬堀駅
    - 37系統：亀岡車庫
    - 40系統：農芸高校前・JR園部駅西口
    - 59系統：穴太寺前・穴川
    - 60系統・直行57系統：京都先端科学大学京都亀岡キャンパス
    - 臨時直行：亀岡運動公園プール ※夏季のみ運行

  - 亀岡市コミュニティバス
- 「JR亀岡駅北口」バス停
  - 亀岡市ふるさとバス
    - F11系統：出雲大神宮前・JR千代川駅
    - F12系統：郷ノ口

## 隣の駅
西日本旅客鉄道
 嵯峨野線（山陰本線）
- 特急「きのさき」「はしだて」「まいづる」停車駅

■快速（当駅から並河方の各駅に停車）
嵯峨嵐山駅 (JR-E08) - 亀岡駅 (JR-E11) - 並河駅 (JR-E12)
■普通
馬堀駅 (JR-E10) - 亀岡駅 (JR-E11) - 並河駅 (JR-E12)